# Opekanec
Los opekance (AFI: ['ɔpekantse]; dialectalmente bobáľky, pupáky, pupáčiky o pupáčky), en eslovaco, son pequeñas bolas de masa con levadura horneadas en una fuente para horno para que se presionen suavemente entre sí. En un número se trata de opekanec (dialectalmente bobáľka, pupák, pupáčik o pupáčka).

## Opekance navideños
La receta probablemente procede del norte de Spiš. Los opekance suelen servirse como una comida en ayunas durante el Štedrý deň o como plato especial de la cena navideña en Eslovaquia.La masa de pan siempre se ha horneado en forma de panecillos más largos o de palitos más pequeños. La masa de pan preparada se cortó primero en trozos del tamaño de una nuez y luego se coció en el horno. Es un alimento harinoso en forma de pedazos horneados y escaldados.  Tradicionalmente, se vierten con leche caliente y se espolvorean con nueces molidas, semillas de amapola, requesón o algún otro tipo de espolvoreado mezclado con azúcar. Los rožky también se pueden utilizar como sustituto de los opekance con levadura.
Los opekance se comen tradicionalmente en un solo bol para mantener unida a la familia, y se suponía que comerlas durante la cena de Navidad aseguraría a antepasados de los eslovacos una abundante cosecha de cereales el año siguiente.